# Сапарева баня
Сапарѐва ба̀ня е град в югозападна България, административен център на община Сапарева баня в област Кюстендил. Населението му е около 4 хил. души (2022).
Намира се в северните склонове на Рила на 15 km от Дупница. Градът е известен с горещата си минерална вода (103 °C).

## География
Градът е разположен на 75 km югозападно от град София и на 56 km от областния център Кюстендил. В близост до община Сапарева баня минава една от основните пътни артерии в страната – международен път Е79, част от международен транспортен коридор № 4.
В Сапарева баня има горещи минерални извори. Тук се намира единственият в България и континентална Европа гейзер-фонтан.
Природните богатства, климат и местоположение на общината са предпоставка за развитието на балнеолечение, екологичен и селски туризъм.
Средната надморска височина в периметъра на селището е около 750 m, като релефът тук може да се отнесе към типа на хълмисто–нископланинския релеф.
Районът на депото, според геоморфоложкото райониране на България (по География на България, 1997 г.) се отнася към Рилския подрайон на Рило–Пиринския район на подобласт на Рила и Пирин и Местенската грабенова долина на Македоно–Родопската област. Рилският подрайон има планински и високопланински релеф с подчертано вертикално разчленение, като на запад релефът постепенно става нископланински и хълмист.

## История
В местността Кременик се намира праисторическо селище, където са открити много археологически находки, доказващи, че там животът не е прекъсвал от ранния през средния до късния неолит. Първите обитатели на праисторическото селище са дошли от долината на Струма и са носители на една от най-древните цивилизации в Европа. Най-старото известно име на града е Германея (варианти Гермае и Германос), който се е намирал на територията на днешния град Сапарева баня, се обяснява чрез езика на траките, в който коренът „герм-“ означава „горещ“ (съответства на гръцкото therm-os, английското и немското warm). Според езиковедите името е било свързано с намиращите се тук горещи минерални извори. Други предполагат, че Герман е бил тракийски бог на топлината и привеждат примери от народната митология, където Герман е бог на светкавиците и гръмотевиците.
При археологически разкопки в района на Сапарева баня са открити много паметници от тракийската древност, които свидетелстват, че траките са оценили рано лечебните качества на бликащите тук минерални води и са ги използвали за лечебни цели.
Тракийското име на селището оцелява непроменено много векове, като днес го носи река Джерман. През III в. Германея е известна вече като град и става един от важните центрове на провинция Вътрешна Дакия. Архив на оригинала от 2006-06-19 в Wayback Machine.
В миналото името на селото е Горна баня. В 1955 година към Сапарева баня е присъединено селото от източната страна на Джерман Гюргево (бившето Мацакурово). В 1974 година към Сапарева баня е присъединено и село Сапарево и селището е обявено за град. В 1986 година Сапарево отново е отделено в самостоятелно селище.

## Население
Според данни на ГД ГРАО към 15.06.2020 г. градът наброява 4060 жители. Този брой остава относително стабилен през последните години, което прави града едно от малкото изключения на фона на общо за страната отрицателни демографски показатели.
Численост на населението според преброяванията през годините:
| \| Година на преброяване \| Численост \| \| --------------------- \| --------- \| \| 1934 \| 5960 \| \| 1946 \| 6635 \| \| 1956 \| 6669 \| \| 1965 \| 6617 \| \| 1975 \| 6713 \| \| 1985 \| 6732 \| \| 1992 \| 4635 \| \| 2001 \| 4420 \| \| 2011 \| 3814 \| \| 2021 \| 3967 \| |           |
| Година на преброяване | Численост |
| 1934 | 5960      |
| 1946 | 6635      |
| 1956 | 6669      |
| 1965 | 6617      |
| 1975 | 6713      |
| 1985 | 6732      |
| 1992 | 4635      |
| 2001 | 4420      |
| 2011 | 3814      |
| 2021 | 3967      |

Населението изповядва източното православие. Сапарева баня принадлежи в църковно-административно отношение към Софийска епархия, архиерейско наместничество Дупница, а в града и околностите има няколко църкви, параклиси и манастири.
Численост и дял на етническите групи според преброяването на населението през 2011 г.:
|                     | Численост | Дял (в %) |
| Общо                | 3814      | 100,00    |
| Българи             | 3533      | 92,63     |
| Турци               | 0         | 0,00      |
| Цигани              | 153       | 4,01      |
| Други               | 3         | 0,07      |
| Не се самоопределят | 0         | 0,00      |
| Неотговорили        | 119       | 3,12      |

## Политика
Местни избори 2003
След местни избори (2003 г.) кмет на града е независимият Сашо Иванов, подкрепян от НДСВ и ДПС, а за председател на общинския съвет бе избран Венчо Златанчев (НДСВ).
Местни избори 2007
На местните избори през 2007 г. втори мандат печели независимият кандидат инж. Сашо Иванов, подкрепен от НДСВ и ДПС. За трети пореден път за председател на общинския съвет бе избран Венчо Златанчев от НДСВ. СДС, БЗНС и ГЕРБ са в опозиция на местната власт.
Местни избори 2011
Местни избори 2011 г. бяха спечелени на втори тур с по-малко от 400 гласа разлика от независимия кандидат инж. Сашо Иванов, подкрепен от НДСВ и ДПС. За председател на ОбС бе избран Петър Чучуганов – близък сътрудник на кмета. Десницата е в опозиция на местната власт, която е обвинявана в корупция, конфликт на интереси и скандални сделки на кмета Сашо Иванов, подкрепян от БСП, НДСВ и ДПС.
Местни избори 2015
На 1 ноември 2015 г. след балотаж с издигнатия от Инициативен комитет и подкрепен от БСП и НДСВ кандидат Васил Маргин – за кмет на община Сапарева баня е избран Калин Гелев (ГЕРБ). Опозицията е с мнозинство в Общинския съвет след 12 години управление на местна коалиция стояща зад досегашния кмет Сашо Иванов.
За председател на ОбС е избран Иван Куйов (ГЕРБ).
Местни избори 2019
На 27 октомври 2015 г. Калин Гелев (ГЕРБ) е преизбран за кмет след балотаж с издигнатия от инициативен комитет Костадин Николов.

## Икономика
Бързо развиващ се курортен център. В последните години е обект на сериозни инвестиции.
Регистрираните на територията на общината фирми са предимно малки и средни, като голяма част от фирмите са с нисък потенциал за генериране на брутна добавена стойност и ниска икономическа активност. Развиват предимно семеен бизнес, при това в сферата на търговията и ресторантьорството.
Отрасловата структура на промишлеността в община Сапарева баня се формира основно от производства на шивашката, дървопреработвателната промишленост и строително предприемачество. Развити са и някои форми на промишлени услуги и дребно занаятчийство като, дърводелски услуги и дърворезба, текстилни услуги – тъкане, тепавичарски и транспортни услуги.

## Инфраструктура
Достъпът до гр. Сапарева баня и общината с МПС се осъществява бързо и лесно по пътищата от републиканската пътна мрежа по два възможни начина:
- чрез международния път Е79 (София – Кулата), отклонение при Дупница по републикански път II-62 (Кюстендил –Самоков), и отклонение по трикилометров четвъртокласен, четирилентов път до Сапарева баня;
- чрез републикански път III-6204 от Дупница – Самораново – Ресилово – Овчарци – Сапарева баня.

Четвъртокласният път осигурява връзката между главния път ІІ-62 и гр. Сапарева баня, който е реконструиран и рехабилитиран, две платна, четири ленти. Рехабилитирани и реконструирани са всички главни улици в общината, осигуряващи достъп до главните пътища и към курортно селище Паничище.
Бърз и лесен достъп по шосе до курортно селище Паничище и х. Пионерска. Осъществява се от четвъртокласния път IV-62084 Сапарева баня – Паничище – х. Пионерска, който е реконструиран и рехабилитиран в най-опасните участъци и в по-голямата част от протежението си. С добра пътна настилка, габарит и пропускателна способност, което е гаранция за удобство, безопасност и сигурност по време на пътуване. Състоянието на пътищата от общинската пътна мрежа се поддържат целогодишно в добро състояние.

## Балнеология
Минералната вода в Сапарева баня притежава изключителни лечебни качества. Била е високо ценена и употребявана като лек от траки и римляни. Сапаревската минерална вода е бистра, безцветна, с мирис на сероводород, хипертермална (температура 103 °C), хидрокарбонатна, сулфатно-натриева, флуорна, силициева и сулфидна. Съдържанието на сероводород е 15,5 mg/l. Успешно лекува заболявания на:
- опорно-двигателен апарат – артрити, артрози, възпалителни и дегенеративни заболявания на ставите, травми, състояния след счупвания, болест на Бехтерев, подагра и други;
- периферна нервна система – дискови хернии, дископатии, полиневропатии, възпаление на нервните коренчета и плексоси;
- отравяния със соли на тежки метали (олово, манган и др.);
- горни дихателни пътища – синуити, фарингити, трахеити и др.
- поражения на централната нервна система-рехабилитация след мозъчни инсулти[8]

## Култура
Обществени и културни институции
- Народно читалище „Просветен лъч – 1905“
- Народно читалище „От извора – 2013“
- Градска галерия „Васил Кръпчански“
- Исторически музей (нефункциониращ)
- Туристически информационен център

Храмове
- Църква „Св. Никола“

Забележителности
- Гейзер-фонтан – гейзерът е един от символите на града от 1957 г., когато при хидрологични проучвания е открита горещата вода. Намира се в центъра на града. Това е най-горещият гейзер в Европа и един от най-горещите в света. Температурата на водата му е 103 °C. Минералната вода, която блика от него, е с уникален състав и свойства. Съдържа сероводород, поради което в близост до гейзера се усеща характерната миризма на сяра. Лекува заболявания на опорно-двигателния апарат, на периферната нервна система, гинекологични заболявания, остри и хронични отравяния със соли на тежките метали, заболявания на кожата, на горните дихателни пътища и др. Извира с голяма сила на няколко секунди от дълбочина 75 m и веднага се разпръсква на малки капчици, като мъгла. През зимата в района на фонтана-гейзер няма сняг. Множеството цветни светлини, които се включват през летните вечери, го прави забележителна гледка. След неуспешен ремонт той е превърнат в изкуствен фонтан, поддържан от помпен агрегат. [7]
- Скулптурата в непосредствена близост до гейзера е построена от българския скулптор Вълко Ценов.

- Преобладаващият планински релеф, стръмните склонове на Кабулския дял на северозападната част на Рила с дълбоко врязаните реки Джерман и Горица, Седемте рилски езера и екологично чистата и почти девствена природна среда създават великолепни условия за планински туризъм. От Сапарева баня тръгват някои от най-популярните рилски туристически маршрути за Мальовица, Скакавица, Седемте рилски езера, Ресиловския манастир, Боровец и Рилския манастир. От близките села могат да се предприемат интересни туристически походи из Северозападна Рила. По екологична пътека може да се стигне до водопада на река Бистрица, маркирани пътеки отвеждат до планинските хижи, а любителите на височините могат без особени усилия да достигнат до върховете Голям и Малък Сиврия, Кабул и др. Особено преживяване предлага посещението на каскадата от седем водопада, предпоследният от които – Овчаренският, е висок 39 m. Сапарева баня и курортът Паничище са изходен пункт и за туристически маршрути, излети и екскурзии към високопланинската част на Рила.

- Паметник на загиналите в Отечествената война се намира в центъра на гр. Сапарева баня, пред сградата на читалище „Просветен лъч“. Той е поставен в памет на загиналите жители на Сапарева баня във Втората световна война. На мраморна плоча, са изписани имената на загиналите войни.

## Известни личности
- Велизарий (505 – 565) – римски военачалник
- Йордан Йорданов (1948 – 2021) – преподавател в СУ „Св.Климент Охридски“, доцент по математика
- Радка Попова (р. 1974) – биатлонистка
- Валентин Спасов – музикант

- Константа Тимчева – лекар, професор по онкология

- Влади Марков (1972-2019) - музикант
- Красимир Джоргов/роден 1955г./-летец пилот, командир на ИАЕ Доброслсвци